# 平都
平都（536年九月）是東魏時期領袖王迢觸、曹貳龍的年号，歷時一個月。

## 紀年對照表
| 平都 | 元年  |
| ---- | ----- |
| 西元 | 536年 |
| 干支 | 丙辰  |

## 同期存在的其他政權年號
- 中國
  - 大同（535年－546年）：南朝梁—梁武帝萧衍之年號
  - 天平（534年－537年）：東魏—東魏孝靜帝元善見之年號
  - 大統（535年－551年）：西魏—西魏文帝元宝炬之年號
  - 章和（531年－548年）：高昌政权麴坚年号
- 朝鮮半島
  - 建元（536年－551年）：新羅—新羅法興王、新羅真興王之年號

## 深入閱讀
- 李崇智. . 北京: 中華書局. 2004年12月. ISBN 7101025129.
- 鄧洪波.  (pdf). 臺北: 國立臺灣大學東亞經典與文化研究計劃. 2005年3月  [2022-01-03]. ISBN 9789860005189. （原始内容存档于2007-08-25）.